# Сто рублей

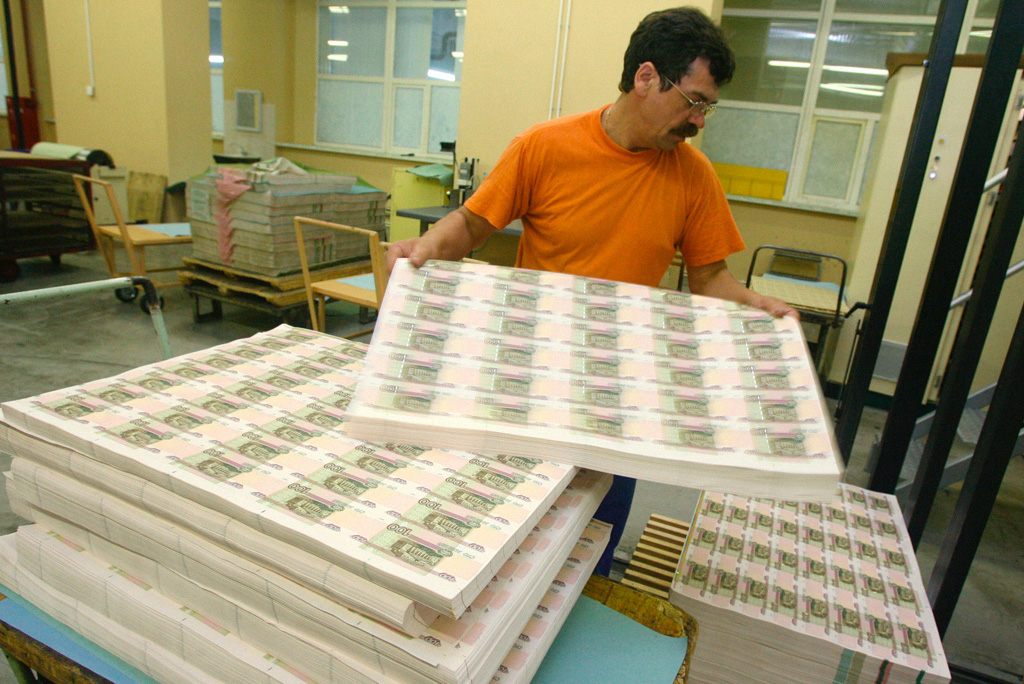
Сортировка в листах сторублёвых купюр, изготовленных на Московской печатной фабрике ФГУП «Гознак». (2007)

Сто рубле́й (100 рубле́й) — традиционная банкнота, а также (реже) монета России, Российской империи, СССР и многих государств и образований на их территории номиналом 100 рублей; традиционный цвет — светло-бежевый. В Советском Союзе на протяжении 57 лет (с 1934 по 1991 год) — самая крупная банкнота. В царской России на банкноте изображалась императрица Екатерина II, от этого пошло народное название катенька; из-за цвета оборотной стороны известна также как радужная бумажка или просто радужная.

## Названия
В разговорном языке встречаются такие названия сторублёвой купюры, как стольник, сотка, сотня, катенька, котёл, сотыга, устаревшие: катеринка, радужная (радужная бумажка).

## История
Появление банкнот достоинством сто рублей обусловлено началом выпуска бумажных денег в России. Это традиционный для русских денег крупный номинал; обычно самый крупный — до 1898 и в 1934—1991 годах (в 1898 впервые была введена более крупная банкнота 500 рублей, возобновлённая в 1991 году и выпускаемая по настоящее время).
Центральный банк России 30 июня 2022 года представил модифицированную купюру номиналом 100 рублей. На её лицевой стороне изображены Спасская башня, главное здание МГУ, парк «Зарядье».

## Характеристики банкнот
| Изображение     | Изображение       | Размеры (мм) | Основные цвета       | Описание | Описание | Описание                                              | Дата выхода               |
| Лицевая сторона | Оборотная сторона | Размеры (мм) | Основные цвета       | Лицевая сторона | Оборотная сторона | Водяной знак                                          | Дата выхода               |
| --------------- | ----------------- | ------------ | -------------------- | --- | --- | ----------------------------------------------------- | ------------------------- |
|                 |                   | 260×122      | Жёлто-коричневый     | Номинал, пояснительная надпись, портрет Екатерины II, подписи кассира и управляющего, год выпуска                                         | Номинал, государственный герб | Портрет Екатерины II                                  | 1898                      |
|                 |                   | 260×122      | Светло-коричневый    | Портрет Екатерины II, номинал | Номинал цифрами и прописью, пояснительные надписи | Портрет Екатерины II                                  | 1911                      |
|                 |                   | 145×96       | Коричневый           | Номинал цифрами и прописью, пояснительные надписи                                                                                         | Герб России, номинал цифрами и прописью | Числа "100"                                           | 1918                      |
|                 |                   | 98×52        | Песочный             | Номинал цифрами и прописью, пояснительные надписи                                                                                         | Номинал цифрами и прописью, герб РСФСР | Числа "100"                                           | 1919                      |
|                 |                   | 86×48        | Оранжевый            | Номинал цифрами и прописью, пояснительные надписи, герб РСФСР                                                                             | — | Числа "100"                                           | 1921                      |
|                 |                   | 86×48        | Лимонно-жёлтый       | Номинал цифрами и прописью, пояснительные надписи, герб РСФСР                                                                             | — | Числа "100"                                           | 1921                      |
|                 |                   | 144×95       | Красный              | Герб РСФСР, номинал цифрами и прописью | Номинал, текст условий деноминации | Шестиконечные звёзды, образующие шестиугольники       | 1922                      |
|                 |                   | 142×95       | Тёмно-фиолетовый     | Герб РСФСР, номинал цифрами и прописью | Номинал, текст условий деноминации | Ромбы, образованные светлыми и тёмными треугольниками | 1923                      |
|                 |                   | 142×95       | Тёмно-фиолетовый     | Герб РСФСР, номинал цифрами и прописью | Номинал, текст условий деноминации | Ромбы, образованные светлыми и тёмными треугольниками | 1923                      |
|                 |                   | 230×115      | Бежевый, фиолетовый  | Надпись «Билет Государственного банка СССР», портрет В. И. Ленина анфас, герб СССР, номинал цифрами и прописью                            | Панорама Кремля с Софийской набережной: Боровицкая башня, Оружейная палата, Водовзводная башня, Большой Кремлёвский дворец, Тайницкая, Петровская, 1-я и 2-я Безымянные башни, Архангельский собор, колокольня Ивана Великого | В. И. Ленин                                           | 16 декабря 1947 март 1957 |
|                 |                   | 140×71       | Бежевый              | Надпись «Билет Государственного банка СССР», портрет В. И. Ленина в профиль, герб СССР, номинал цифрами и прописью                        | Номинал цифрами и прописью на 15 официальных языках республик СССР, Водовзводная башня. | В. И. Ленин                                           | 1 января 1961             |
|                 |                   | 144×71       | Бежевый, синий       | Надпись «Билет Государственного банка СССР», портрет В. И. Ленина в профиль, герб СССР, номинал цифрами и прописью                        | Номинал цифрами и прописью на 15 официальных языках республик СССР, Водовзводная башня. | В. И. Ленин                                           | 23 января 1991            |
|                 |                   | 144×71       | Бежевый, синий       | Надпись «Билет Государственного банка СССР», портрет В. И. Ленина в профиль, герб СССР, номинал цифрами и прописью                        | Номинал цифрами и прописью на русском языке, Водовзводная башня | Тёмные и светлые пятиконечные звёзды                  | 4 марта 1992              |
|                 |                   | 130×57       | Сине-голубой         | Сенатская башня Московского Кремля и российский флаг на куполе здания Сената                                                              | Московский кремль — Спасская, Царская, Набатная и Константино-Еленинская башни | Пятиконечные звёзды и волнистые полосы                | 25 января 1993            |
|                 |                   | 150×65       | Коричневый           | Квадрига Аполлона на здании Большого театра (Москва)                                                                                      | Главный фасад Большого театра | «100», Большой театр                                  | 1 января 1998             |
|                 |                   | 150×65       | Коричневый           | Квадрига Аполлона на здании Большого театра (Москва)                                                                                      | Главный фасад Большого театра | «100», Большой театр                                  | 1 января 2001             |
|                 |                   | 150×65       | Коричневый           | Квадрига Аполлона на здании Большого театра (Москва)                                                                                      | Главный фасад Большого театра | «100», Большой театр                                  | 16 августа 2004           |
|                 |                   | 150×65       | Оливковый, оранжевый | Фрагмент Спасской башни Московского Кремля с курантами, главное здание МГУ, парк «Зарядье», Останкинская телебашня, сетка Шуховской башни | Ржевский мемориал Советскому солдату, Куликово поле, летящие журавли | Спасская башня, «100»                                 | 30 июня 2022              |

### Памятные банкноты
Памятная банкнота 100 рублей образца 2013 года была выпущена в честь предстоявших зимних Олимпийских игр. Памятная банкнота 100 рублей образца 2015 года выпущена в ознаменовании аннексии Крыма  Российской Федерацией. Памятная полимерная (впервые в России) банкнота 100 рублей образца 2018 года выпущена в честь проводящегося в России чемпионата мира по футболу.
| Изображение     | Изображение       | Размеры (мм) | Основные цвета   | Описание | Описание | Дата выхода     | Тираж (шт.) |
| Лицевая сторона | Оборотная сторона | Размеры (мм) | Основные цвета   | Лицевая сторона | Оборотная сторона | Дата выхода     | Тираж (шт.) |
| --------------- | ----------------- | ------------ | ---------------- | --- | --- | --------------- | ----------- |
|                 |                   | 150×65       | Синий            | Летящий сноубордист на фоне гор, снизу — олимпийские объекты Сочи прибрежного кластера                                                | Жар-птица, стадион Фишт | 30 октября 2013 | 20,65 млн.  |
|                 |                   | 150×65       | Оливково-зелёный | Памятник затопленным кораблям в Севастопольской бухте, фрагмент картины И. К. Айвазовского «Русская эскадра на Севастопольском рейде» | Декоративный замок «Ласточкино гнездо», снизу — планетарный радар П-2500                                                   | 23 декабря 2015 | 20 млн.     |
|                 |                   | 150×65       | Сине-зелёный     | Мальчик с футбольным мячом в руке, вратарь Лев Яшин в прыжке за мячом                                                                 | Стилизованное изображение земного шара в виде футбольного мяча, на котором цветом выделена территория Российской Федерации | 22 мая 2018     | 20,4 млн.   |

## Гениталии на фигуре Аполлона

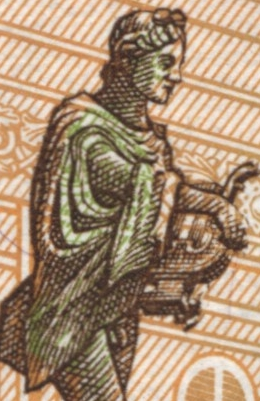
Изображение Аполлона на банкноте 100 рублей

На аверсе сторублёвой банкноты образца 1997 года изображена квадрига на портике здания Большого театра, управляемая полуобнажённым Аполлоном. При многократном увеличении помещённой композиции у данной скульптуры можно разглядеть гениталии. Этот факт является поводом для шуток и даже обыгрывался в рекламной кампании поисковой системы Яндекс. В 2011 году в ходе реставрации Большого театра половые органы античного бога, считающегося олицетворением мужской красоты, были прикрыты фиговым листком, но при этом Гознак не выпустил новой модификации банкноты.
В июле 2014 года депутат Государственной Думы России, член фракции ЛДПР Роман Худяков направил письмо председателю Центробанка Эльвире Набиуллиной в связи с изображением гениталий на сторублёвой банкноте, напомнив, что в соответствии с федеральным законом № 436 «О защите детей от информации, причиняющей вред их здоровью и развитию» на банкнотах должна быть маркировка «18+». Депутат также предложил заменить на банкноте античного бога достопримечательностями Севастополя.
Российские деньги — не единственные в мире банкноты, на которых имеется изображение пениса. Например, на оборотной стороне трёхдолларовой банкноты Островов Кука образца 1987 года был изображён обнажённый бог Ронго с пенисом почти до колен, и хотя в 1992 году появилась новая серия банкнот с другими изображениями, данная трёхдолларовая банкнота до сих пор находится в обращении.

## Монеты

### Монеты регулярного чекана
В 1992 году во время гиперинфляции из-за либерализации цен впервые появились сторублёвые монеты регулярного чекана.
Сторублёвые монеты Центробанка России: биметаллическая 1992 и медно-никелевая 1993 года выпуска являются самыми крупными по номиналу за всю историю российских монет, выпущенных для свободного обращения. В 1995 году был подготовлен проект чеканки монет номиналом 500 и 1000 рублей, однако в связи с тем, что он не был реализован, а роль разменных знаков номиналом 200 и 500 рублей по-прежнему играли банкноты образца 1993 года, сторублёвые монеты остались самыми крупными по номиналу за 1990-е годы.
В 1998 году сторублёвые монеты старого образца были выведены из обращения в ходе деноминации; их реальная стоимость равняется 10 копейкам, то есть 1/10 части последеноминационного современного российского рубля.
| Изображение | Диаметр (мм) | Толщина (мм) | Масса (г) | Материал                                                                | Гурт                | Реверс                         | Аверс                               | Год  |
| ----------- | ------------ | ------------ | --------- | ----------------------------------------------------------------------- | ------------------- | ------------------------------ | ----------------------------------- | ---- |
|             | 25           | 1,95         | 6,3       | Биметалл (кружок выполнен из медно-никелевого сплава, ободок из бронзы) | Прерывисто-рубчатый | Номинал, растительный орнамент | Надпись «Банк России», «Сто рублей» | 1992 |
|             | 27           | 1,9          | 7,3       | Медно-никелевый сплав                                                   | Прерывисто-рубчатый | Номинал, растительный орнамент | Надпись «Банк России», «Сто рублей» | 1993 |

### Памятные монеты
Первая памятная монета номиналом 100 рублей появилась в СССР в 1977 году. С 1977 по 1980 год были выпущены 6 видов золотых монет, посвящённых московской Олимпиаде-80. В обращении они не находились и стоили во много раз дороже номинала, но юридически являлись законным платёжным средством.
Всего в СССР с 1977 по 1991 год было выпущено 18 видов памятных и юбилейных монет номиналом 100 рублей (все из золота).
С 1992 года по 22 августа 2023 года Банк России выпустил 49 видов памятных монет номиналом 100 рублей из золота (включая инвестиционные монеты), 66 видов монет из серебра, 7 из обоих металлов (биметаллических) и 2 из медно-никелевого сплава.

### Инвестиционные монеты
В 2011—2013 годах Банком России были выпущены инвестиционные монеты номиналом 100 рублей, посвящённые зимним Олимпийским играм 2014 г. в городе Сочи. Все эти монеты имеют прямоугольную форму и изготовлены из золота 999-й пробы. Качество монет — АЦ.

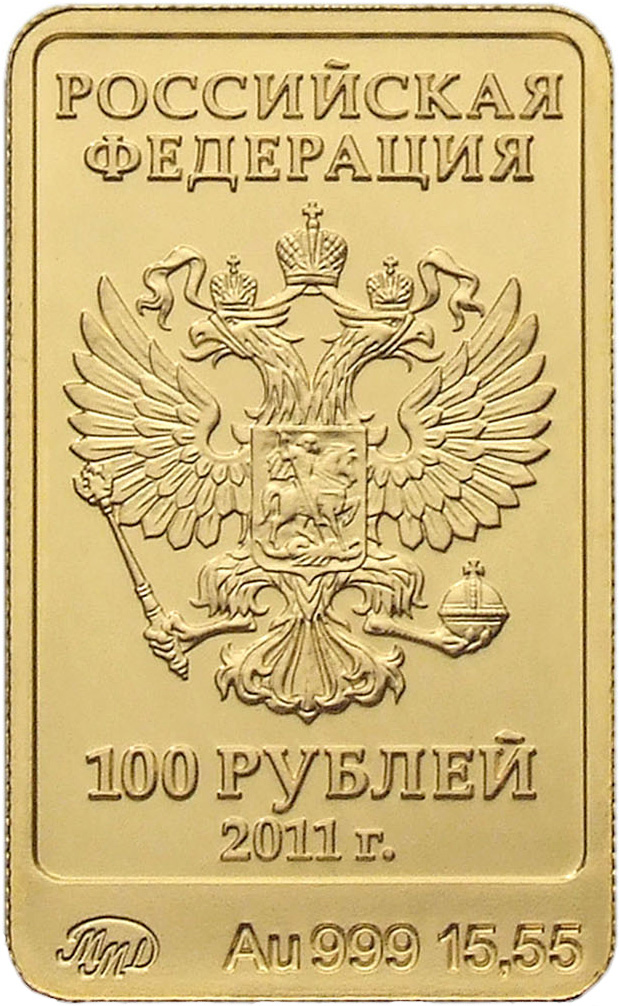
Аверс инвестиционной монеты 2011 г.
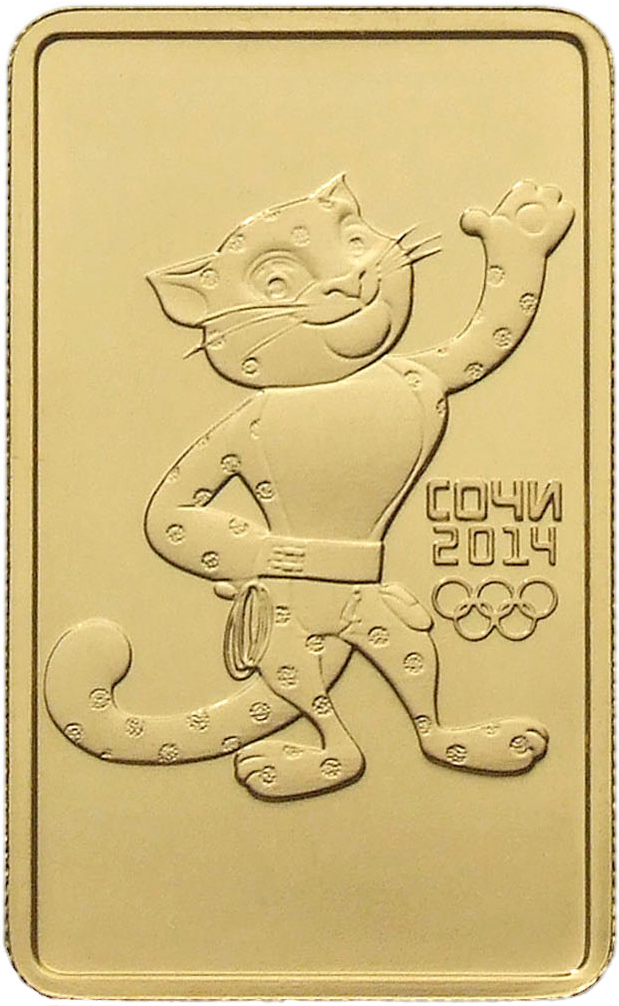
Реверс инвестиционной монеты 2011 г.
Аверс инвестиционной монеты 2012 г.
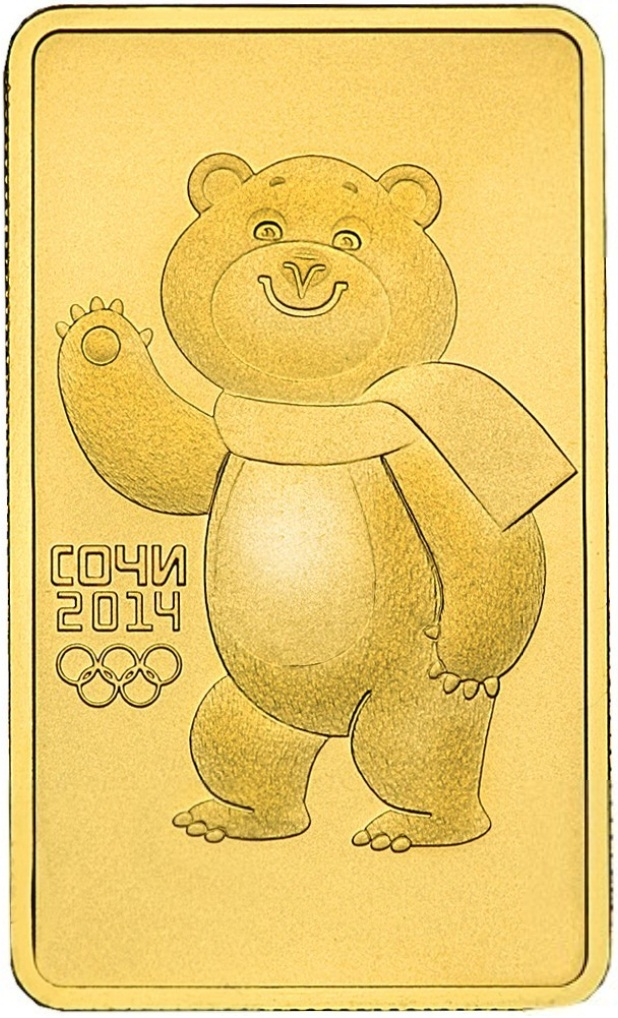
Реверс инвестиционной монеты 2012 г.
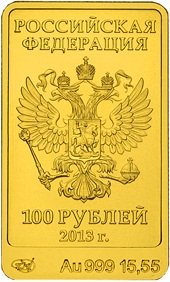
Аверс инвестиционной монеты 2013 г.
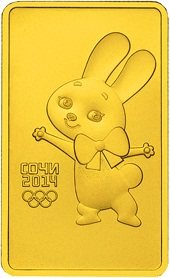
Реверс инвестиционной монеты 2013 г.

## 100 рублей в валютах с названием «рубль» других стран

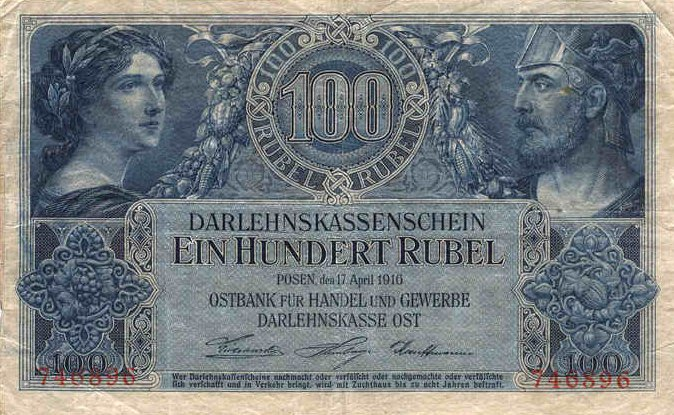
100 рублей (1916), немецкая оккупация
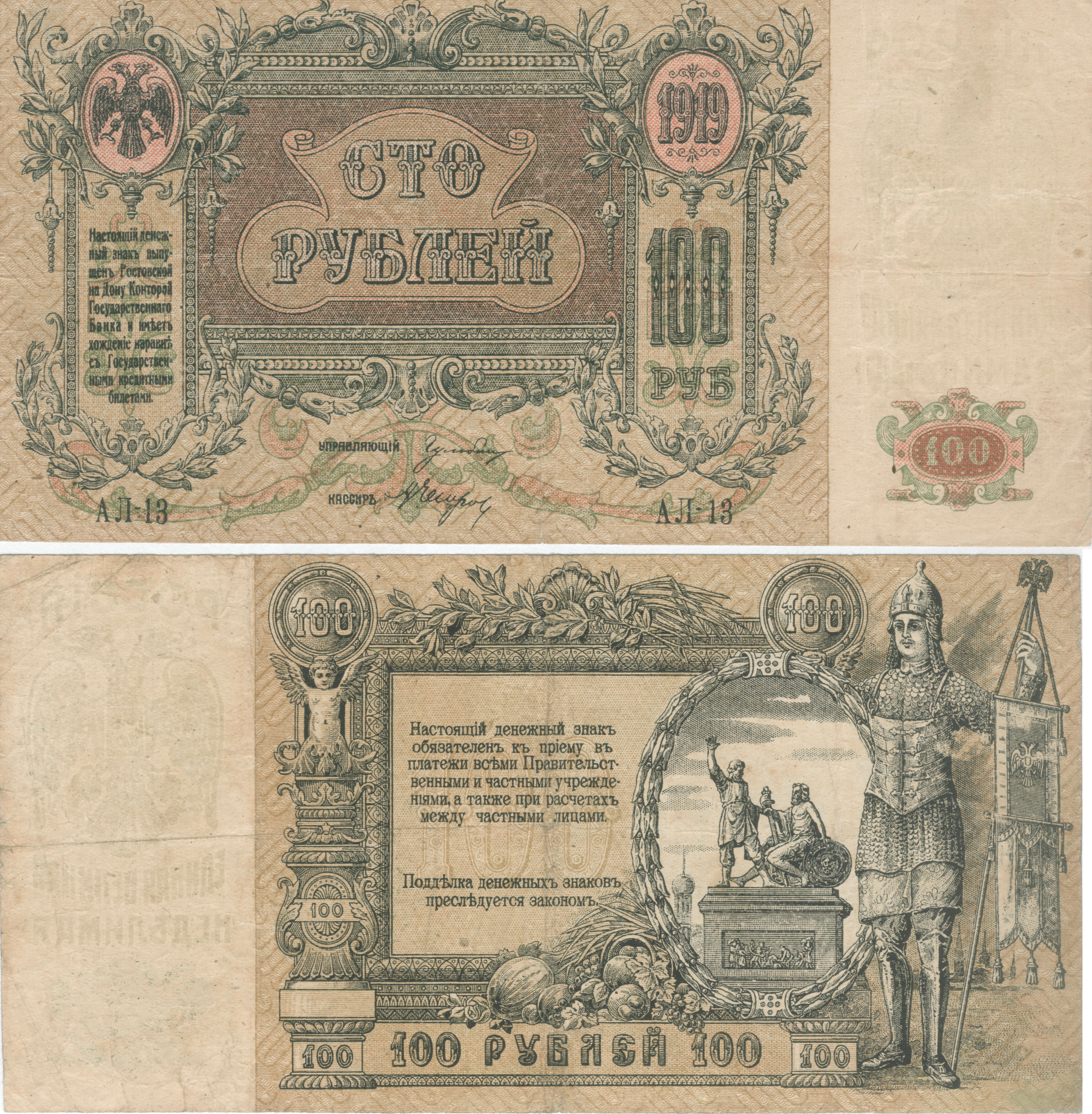
100 донских рублей (1919)
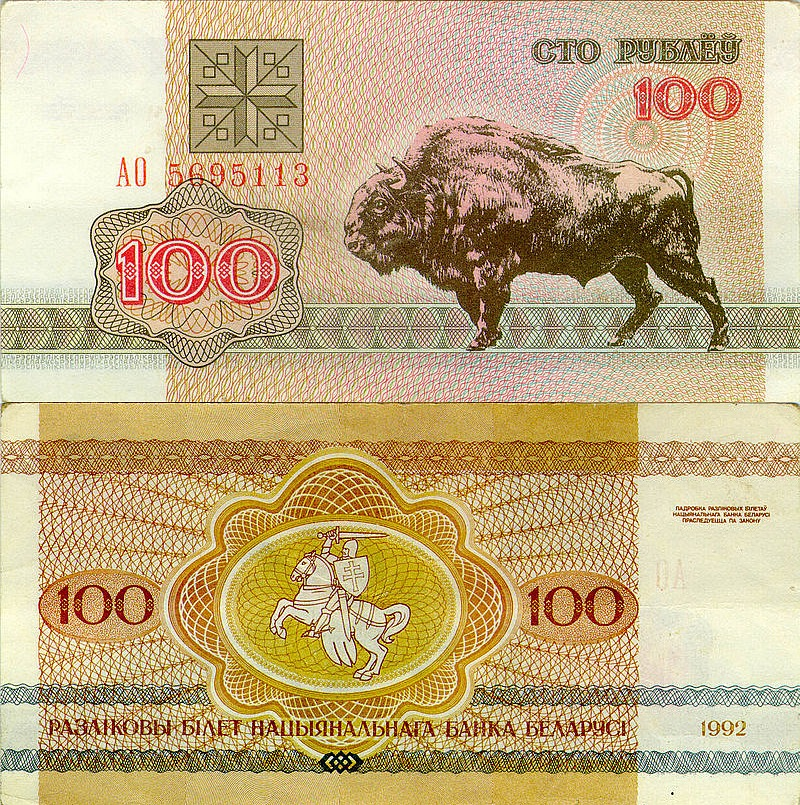
Белорусские 100 рублей (1992)
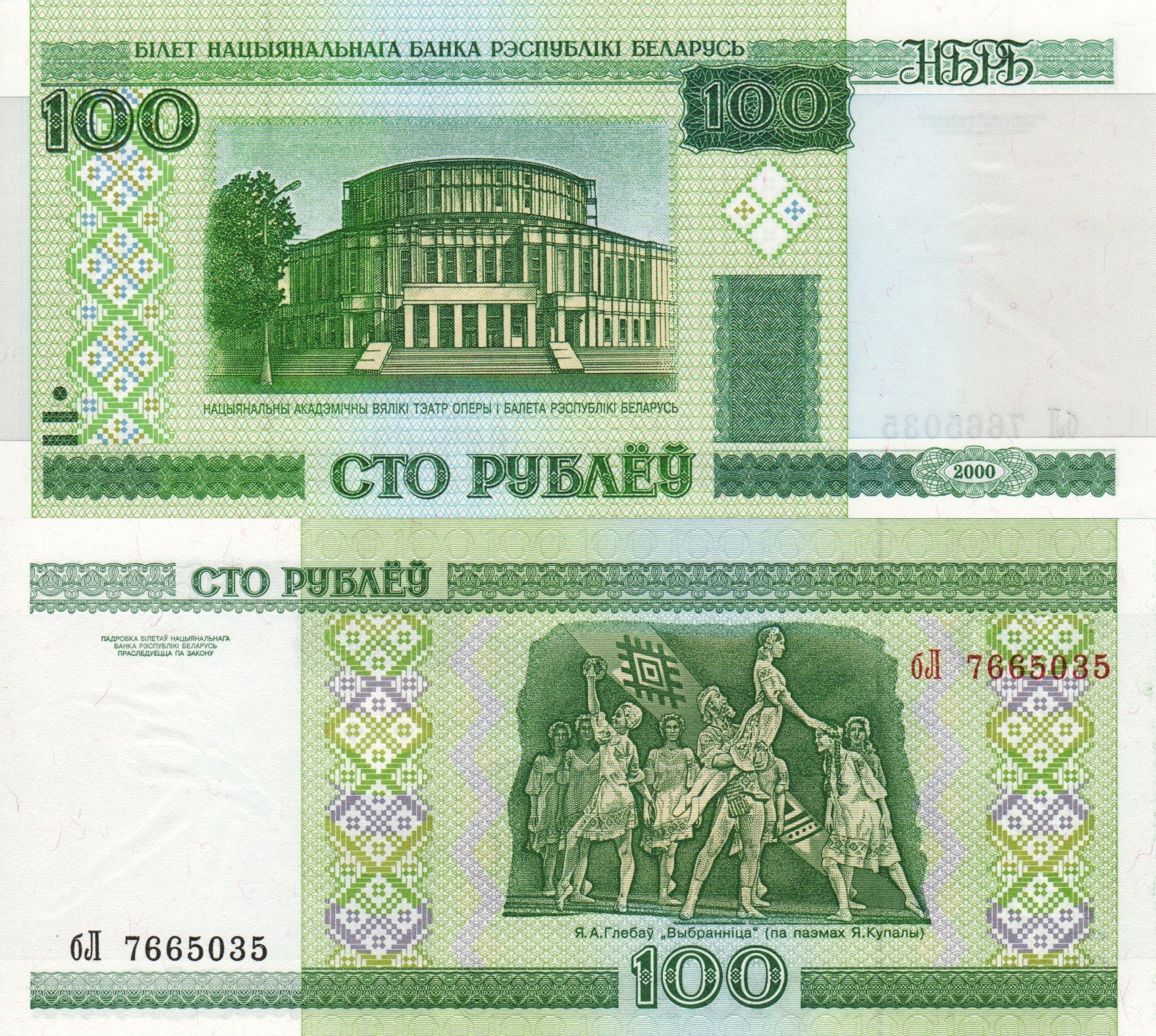
Белорусские 100 рублей (2000)
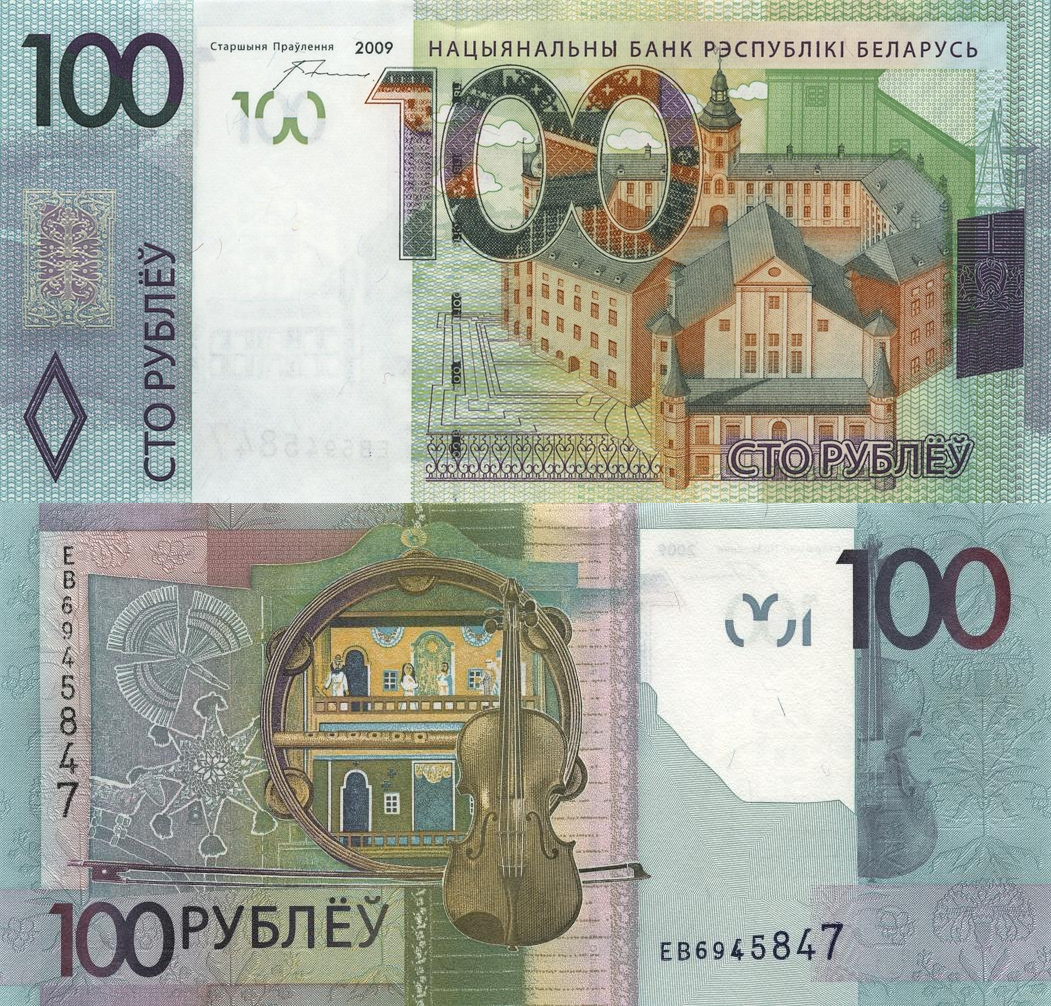
Белорусские 100 рублей (2009)
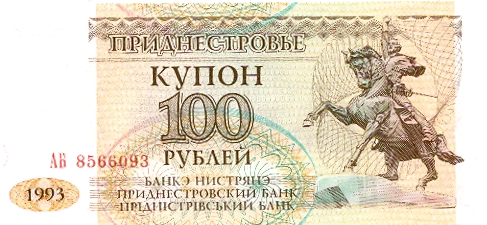
Приднестровские 100 рублей, аверс (1993)
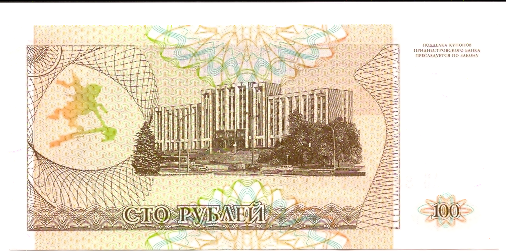
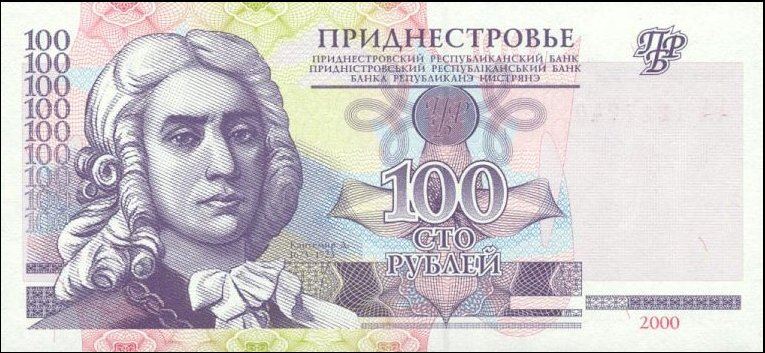
Приднестровские 100 рублей, аверс (2000)
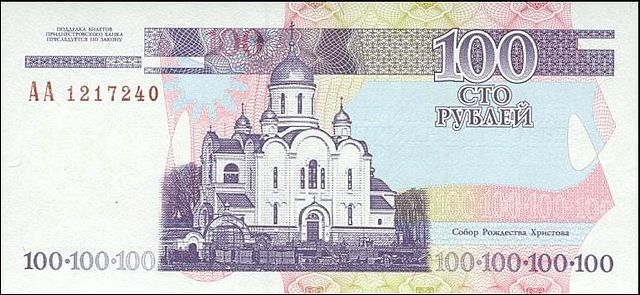
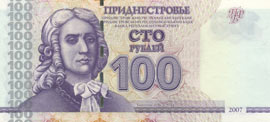
Приднестровские 100 рублей, аверс (2007)
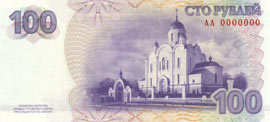
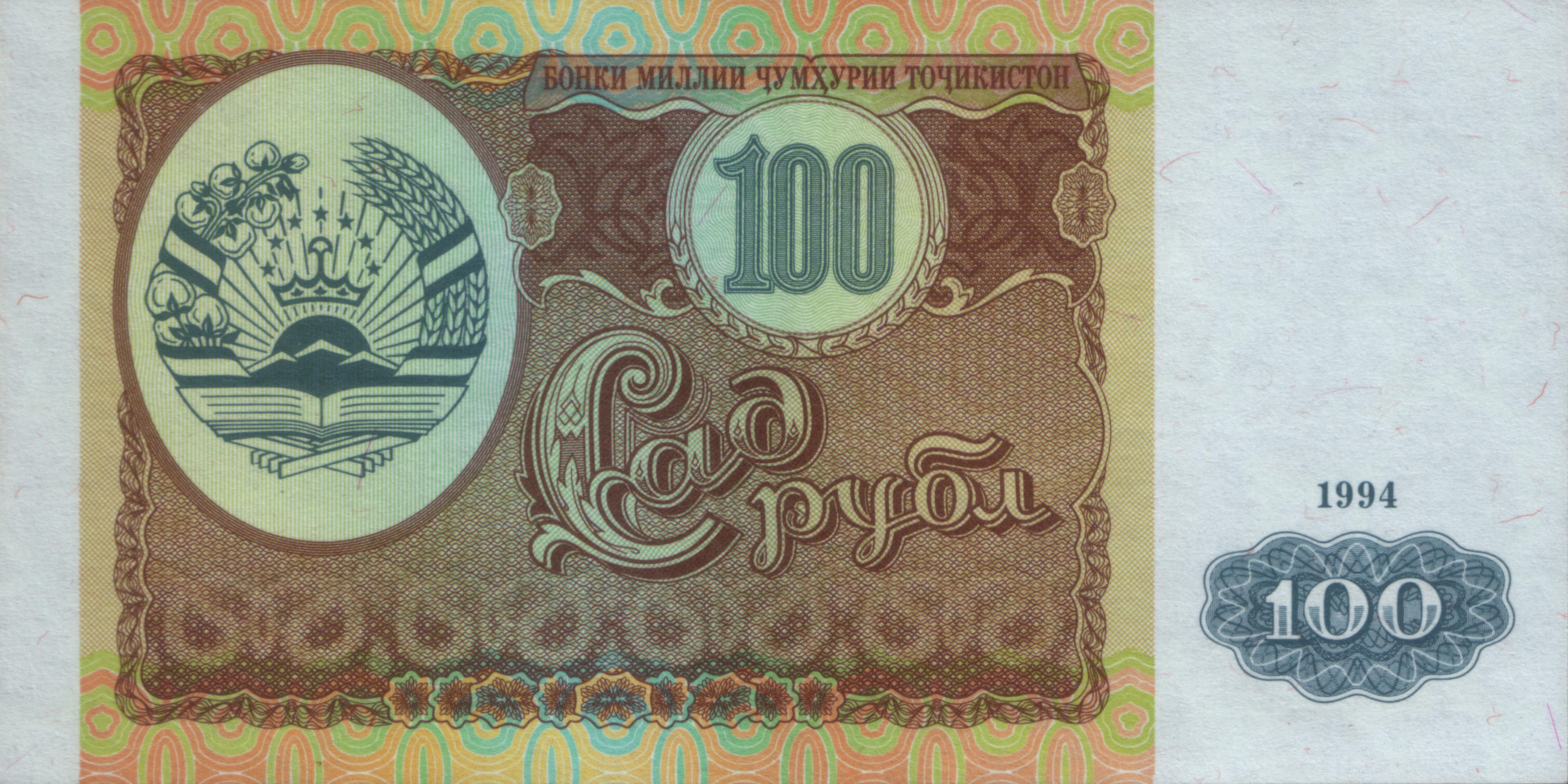
Таджикские 100 рублей, аверс (1994)
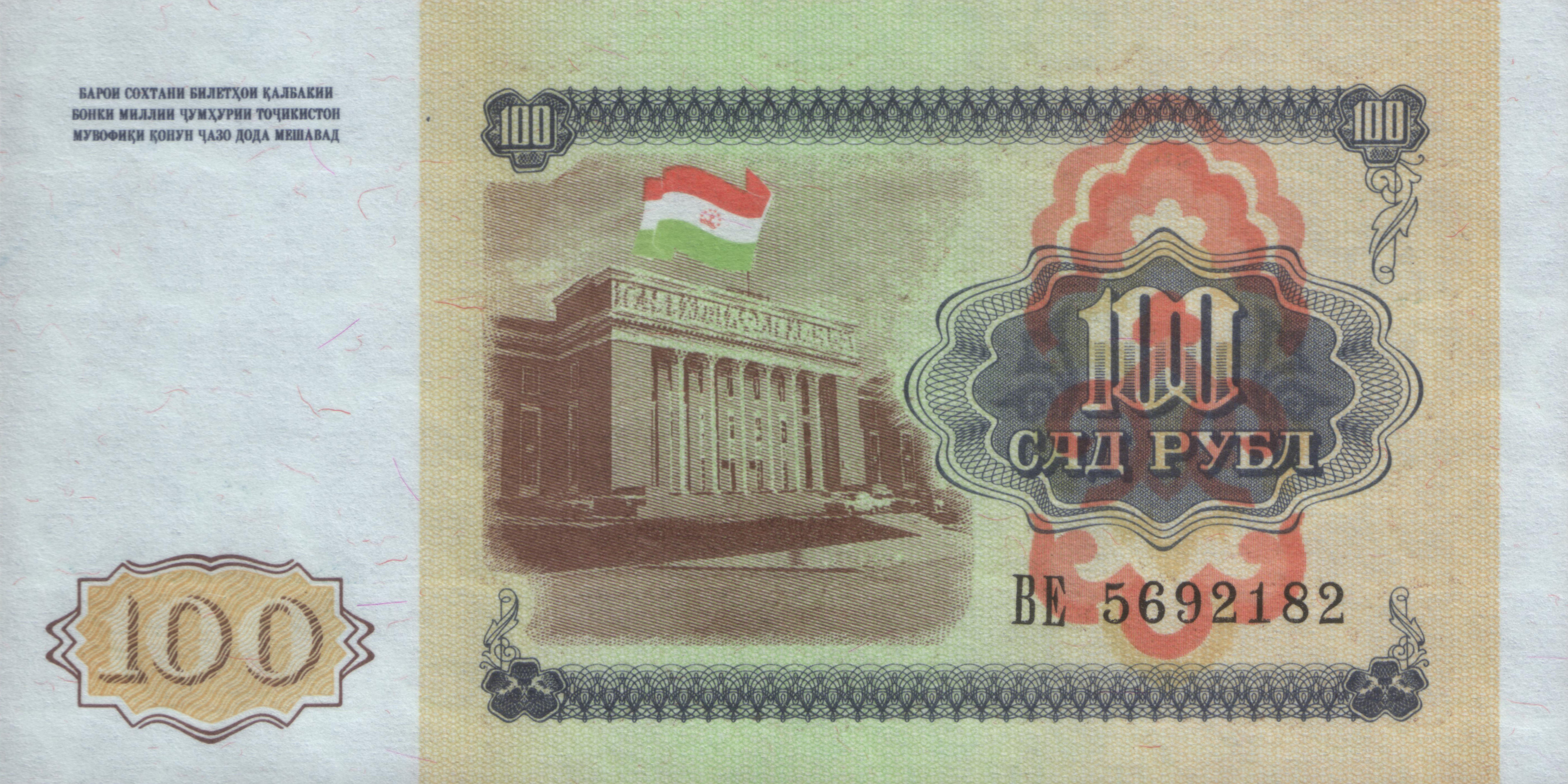
Таджикские 100 рублей, реверс (1994)